# مارتي نوكسون
مارتي نوكسون (مواليد 25 أغسطس 1964) هي كاتبة، مخرجة ومنتجة أمريكية، عٌرفت لكتابتها مسلسل بافي قاتلة مصاصي الدماء وفيلم أنا رقم أربعة.

## روابط خارجية
- مارتي نوكسون على موقع IMDb (الإنجليزية)
- مارتي نوكسون على موقع ألو سيني (الفرنسية)
- مارتي نوكسون على موقع ميوزك برينز (الإنجليزية)
- مارتي نوكسون على موقع أول موفي (الإنجليزية)
- مارتي نوكسون على موقع قاعدة بيانات الأفلام السويدية (السويدية)
- مارتي نوكسون على موقع قاعدة بيانات الفيلم (الإنجليزية)
- مارتي نوكسون على موقع كينوبويسك (الروسية)